# Tipula (Lunatipula) ulrike
Tipula (Lunatipula) ulrike is een tweevleugelige uit de familie langpootmuggen (Tipulidae). De soort komt voor in het Palearctisch gebied.